# Liste der Fahnenträger der Olympischen Sommerspiele 1956
Die Liste der Fahnenträger der Olympischen Sommerspiele 1956 führt die Fahnenträger bei der Eröffnungsfeier auf.
Beim Einmarsch der Nationen zogen Athleten aller teilnehmenden Länder in den Melbourne Cricket Ground ein. Bei der Eröffnungsfeier wurden die einzelnen Teams von einem Fahnenträger aus den Reihen ihrer Sportler oder Offiziellen angeführt, der entweder von ihrem jeweiligen Nationalen Olympischen Komitee (NOK) oder von den Athleten selbst bestimmt wurde.

## Reihenfolge
Der griechischen Mannschaft wurde traditionell der Platz an vorderster Stelle gewährt, ein Sonderstatus, der aus der Ausrichtung der antiken und ersten Spiele der Moderne in Griechenland herrührt. Australien marschierte als Gastgebernation zuletzt ein. Die anderen Länder betraten das Stadion in alphabetischer Reihenfolge in der Sprache der Gastgebernation, in diesem Fall also Englisch. Diese Reihenfolge entspricht sowohl der Tradition als auch den Statuten des Internationalen Olympischen Komitees (IOK).

## Liste der Fahnenträger
Nachfolgend führt eine Liste die Fahnenträger der Eröffnungsfeier aller teilnehmenden Nationen auf, sortiert nach der Abfolge ihres Einmarsches. Die Liste ist zudem sortierbar nach ihrem Staatsnamen, nach Mannschaftskürzel, nach Anzahl der Athleten, nach dem Nachnamen des Fahnenträgers und dessen Sportart.

### Nach Nationen
| Abfolge | Nationalmannschaft        | Englischer Name                    | Kürzel | Athleten | Fahnenträger         | Sportart       |
| ------- | ------------------------- | ---------------------------------- | ------ | -------- | -------------------- | -------------- |
| 1       | Griechenland              | Greece                             | GRE    | 13       | Georgios Roumbanis   | Leichtathletik |
| 2       | Afghanistan               | Afghanistan                        | AFG    | 12       |                      |                |
| 3       | Argentinien               | Argentina                          | ARG    | 28       | Isabel Avellán       | Leichtathletik |
| 4       | Österreich                | Austria                            | AUT    | 29       | Franz Wimmer         | Radsport       |
| 5       | Bahamas                   | Bahamas                            | BAH    | 4        |                      |                |
| 6       | Belgien                   | Belgium                            | BEL    | 54       | André Nelis          | Segeln         |
| 7       | Bermuda                   | Bermuda                            | BER    | 3        |                      |                |
| 8       | Brasilien                 | Brazil                             | BRA    | 44       | Adhemar da Silva     | Leichtathletik |
| 9       | Britisch-Guayana          | British Guiana                     | GUI    | 4        |                      |                |
| 10      | Bulgarien                 | Bulgaria                           | BUL    | 43       | Georgi Panow         | Basketball     |
| 11      | Birma                     | Burma                              | BIR    | 11       |                      |                |
| 12      | Kanada                    | Canada                             | CAN    | 92       | Robert Steckle       | Ringen         |
| 13      | Ceylon                    | Ceylon                             | CEY    | 3        |                      |                |
| 14      | Chile                     | Chile                              | CHI    | 33       | Marlene Ahrens       | Leichtathletik |
| 15      | Kolumbien                 | Colombia                           | COL    | 26       | Jaime Aparicio       | Leichtathletik |
| 16      | Kuba                      | Cuba                               | CUB    | 16       | Manuel Sanguily      | Schwimmen      |
| 17      | Tschechoslowakei          | Czechoslovakia                     | TCH    | 63       | Zdeněk Růžička       | Turnen         |
| 18      | Dänemark                  | Denmark                            | DEN    | 31       | Ole Hviid Jensen     | Schießen       |
| 19      | Äthiopien                 | Ethiopia                           | ETH    | 12       |                      |                |
| 20      | Fidschi                   | Fiji                               | FIJ    | 5        |                      |                |
| 21      | Finnland                  | Finland                            | FIN    | 64       | Eeles Landström      | Leichtathletik |
| 22      | China, Republik           | Formosa (China)                    | RCF    | 20       |                      |                |
| 23      | Frankreich                | France                             | FRA    | 137      | Jean Debuf           | Gewichtheben   |
| 24      | Gesamtdeutsche Mannschaft | Germany                            | EUA    | 158      | Karl-Friedrich Haas  | Leichtathletik |
| 25      | Großbritannien            | Great Britain and Northern Ireland | GRB    | 189      | George MacKenzie     | Offizieller    |
| 26      | Hongkong                  | Hong Kong                          | HKG    | 2        |                      |                |
| 27      | Ungarn                    | Hungary                            | HUN    | 108      | József Csermák       | Leichtathletik |
| 28      | Island                    | Iceland                            | ISL    | 2        | Vilhjálmur Einarsson | Leichtathletik |
| 29      | Indien                    | India                              | IND    | 59       | Balbir Singh         | Hockey         |
| 30      | Indonesien                | Indonesia                          | INA    | 22       |                      |                |
| 31      | Iran                      | Iran                               | IRN    | 17       | Mahmoud Namdjou      | Gewichtheben   |
| 32      | Irland                    | Ireland                            | IRL    | 12       | Anthony Byrne        | Boxen          |
| 33      | Israel                    | Israel                             | ISR    | 3        | Yoav Ra’anan         | Wasserspringen |
| 34      | Italien                   | Italy                              | ITA    | 129      | Edoardo Mangiarotti  | Fechten        |
| 35      | Jamaika                   | Jamaica                            | JAM    | 6        |                      |                |
| 36      | Japan                     | Japan                              | JPN    | 110      | Shōzō Sasahara       | Ringen         |
| 37      | Kenia                     | Kenya                              | KEN    | 25       |                      |                |
| 38      | Südkorea                  | Korea                              | KOR    | 35       |                      |                |
| 39      | Liberia                   | Liberia                            | LBR    | 4        |                      |                |
| 40      | Luxemburg                 | Luxembourg                         | LUX    | 11       | René Kohn            | Schwimmen      |
| 41      | Malaya                    | Malaya                             | MAL    | 32       |                      |                |
| 42      | Mexiko                    | Mexico                             | MEX    | 24       | Joaquín Capilla      | Wasserspringen |
| 43      | Neuseeland                | New Zealand                        | NZL    | 51       | Richard Johnston     | Radsport       |
| 44      | Nigeria                   | Nigeria                            | NGR    | 10       |                      |                |
| 45      | Nordborneo                | North Borneo                       | NBO    | 2        | Gabuh bin Piging     | Leichtathletik |
| 46      | Norwegen                  | Norway                             | NOR    | 18       | Thor Thorvaldsen     | Segeln         |
| 47      | Pakistan                  | Pakistan                           | PAK    | 55       | Abdul Hamid          | Hockey         |
| 48      | Peru                      | Peru                               | PER    | 8        |                      |                |
| 49      | Philippinen               | Philippines                        | PHI    | 39       | Gertrudes Lozada     | Schwimmen      |
| 50      | Polen                     | Poland                             | POL    | 64       | Tadeusz Rut          | Leichtathletik |
| 51      | Portugal                  | Portugal                           | POR    | 5        | Bernardo d’Almeida   | Segeln         |
| 52      | Puerto Rico               | Puerto Rico                        | PUR    | 10       | Daniel Cintrón       | Offizieller    |
| 53      | Rumänien                  | Romania                            | RUM    | 44       | Iosif Sîrbu          | Schießen       |
| 54      | Singapur                  | Singapore                          | SGP    | 49       | Lionel Chee          | Wasserball     |
| 55      | Südafrikanische Union     | South Africa                       | RSA    | 50       |                      |                |
| 56      | Schweden                  | Sweden                             | SWE    | 88       | Per Carleson         | Fechten        |
| 57      | Thailand                  | Thailand                           | THA    | 25       |                      |                |
| 58      | Trinidad und Tobago       | Trinidad                           | TTO    | 6        | Mike Agostini        | Leichtathletik |
| 59      | Türkei                    | Turkey                             | TUR    | 23       | Hamit Kaplan         | Ringen         |
| 60      | Uganda                    | Uganda                             | UGA    | 3        |                      |                |
| 61      | Uruguay                   | Uruguay                            | URU    | 21       | Héctor Costa         | Basketball     |
| 62      | Vereinigte Staaten        | U.S.A.                             | USA    | 297      | Norman Cohn-Armitage | Fechten        |
| 63      | Sowjetunion               | U.S.S.R.                           | URS    | 272      | Alexei Medwedew      | Gewichtheben   |
| 64      | Venezuela                 | Venezuela                          | VEN    | 19       | Rafael Romero        | Leichtathletik |
| 65      | Vietnam, Republik         | Vietnam                            | VNM    | 6        |                      |                |
| 66      | Jugoslawien               | Yugoslavia                         | JUG    | 35       | Zdravko-Ćiro Kovačić | Wasserball     |
| 67      | Australien                | Australia                          | AUS    | 294      | Mervyn Wood          | Rudern         |

### Nach Sportarten
| Sportart       | Nationen | Anzahl |
| -------------- | --- | ------ |
| Basketball     | Bulgarien – Uruguay | 2      |
| Boxen          | Irland | 1      |
| Fechten        | Italien – Schweden – Vereinigte Staaten | 3      |
| Gewichtheben   | Frankreich – Iran – Sowjetunion | 3      |
| Hockey         | Indien – Pakistan | 2      |
| Leichtathletik | Argentinien – Brasilien – Chile – Gesamtdeutsche Mannschaft – Finnland – Griechenland – Island – Kolumbien – Nordborneo – Polen – Trinidad und Tobago – Ungarn – Venezuela                                                                                 | 13     |
| Radsport       | Neuseeland – Österreich | 2      |
| Ringen         | Kanada – Japan – Türkei | 3      |
| Rudern         | Australien | 1      |
| Schießen       | Dänemark – Rumänien | 2      |
| Schwimmen      | Kuba – Luxemburg – Philippinen | 3      |
| Segeln         | Belgien – Norwegen – Portugal | 3      |
| Turnen         | Tschechoslowakei | 1      |
| Wasserball     | Jugoslawien – Singapur | 2      |
| Wasserspringen | Israel – Mexiko | 2      |
| Offizieller    | Großbritannien – Puerto Rico | 2      |
| unbekannt      | Afghanistan – Äthiopien – Bahamas – Bermuda – Birma – Britisch-Guayana – Ceylon – China, Republik – Fidschi – Hongkong – Indonesien – Jamaika – Kenia – Liberia – Malaya – Peru – Südafrikanische Union – Südkorea – Thailand – Uganda – Vietnam, Republik | 21     |